# Stepove, Vasîlkiv
Stepove (în ucraineană Степове) este un sat în comuna Loseatîn din raionul Vasîlkiv, regiunea Kiev, Ucraina.

## Demografie
Componența lingvistică a localității Stepove
     Ucraineană (96,73%)
     Rusă (2,29%)
     Alte limbi (0,98%)
Conform recensământului din 2001, majoritatea populației localității Stepove era vorbitoare de ucraineană (96,73%), existând în minoritate și vorbitori de rusă (2,29%).